# Typhlops sulcatus
Typhlops sulcatus este o specie de șerpi din genul Typhlops, familia Typhlopidae, descrisă de Cope 1868. A fost clasificată de IUCN ca specie cu risc scăzut. Conform Catalogue of Life specia Typhlops sulcatus nu are subspecii cunoscute.